# アーバン・サックス
アーバン・サックス（Urban Sax）は、フランスの作曲家ジルベール・アルトマンが主宰する、大量のサクソフォーンを使うアンサンブルである。アルトマン自身が打楽器やシンセサイザーを演奏し、指揮者を兼ねる。その音楽はミニマル・ミュージック的であり、表現力豊かというより機械的な反覆が特徴である。
1973年に、アルトマンがフランス南部のメントンのクラシック音楽祭で、8人のサックス奏者によるコンサートを組織したのがはじまりである。以降、演奏者の数は12、16、20、24、30と増加し、21世紀初めには52人となった。アルトマンは各地のパフォーマンスで、地元のミュージシャンとダンサーの参加を募り、総パフォーマー数が200人にも膨らんだことがある。
アーバン・サックスは、ヨーロッパ中で、そしてアジアでパフォーマンスを行った。それらは独特な儀式的イベントであり、パフォーマーたちはガスマスクを被り、宇宙服のような金属的コスチュームを着て、演劇的セットや自然をステージに舞踊し演奏した。1991年には東京汐留でパフォーマンスを行い、坂田明らが参加した。